# 道外区
道外区（どうがい-く）は、中華人民共和国黒竜江省ハルビン市に位置する市轄区。区人民政府の所在地は北十四道街55号。

## 地理
道外区はハルビン市中北部に位置し、東は賓県及び阿城区、西は道裏区及び南崗区、南は香坊区、北は松北区及び呼蘭区と接している。

## 歴史
道外区は東清鉄道の西側を道裏と称したことに対し、東側を道外と称したことに始まる。旧称は傅家店であり、これは傅氏兄弟がこの地に商店を開いたことに由来する。また後に浜江庁江防同知に就任した何厚琦により1908年（光緒34年）、同音の傅家甸に改称している。
清代中期にアルチュカ（阿勒楚喀）副都統の管轄地となり、清末に移民官が設置され、1907年（光緒32年）1月23日に吉林将軍らの上奏により浜江庁が設置された。中華民国成立後の1913年3月に浜江県に改制され、1929年2月からは吉林省直轄となり、同年5月の浜江市設置に伴い、浜江市管轄へと移管された。満洲国が建国されると1933年7月1日に哈爾浜特别市に辺有され、1938年7月1日には太平橋を除く傅家甸地区は東傅家区及び西傅家区とされた。
共産党の統治が開始されると東西傅家区は東西北の三傅家区に行政区調整が加えられ、建国後の1949年に北傅家区が廃止、1956年10月に東西傅家区が合併し浜江区が誕生、更に1972年8月に実施された行政区調整の際に近隣地区を統合し道外区に改編され現在に至っている。
なお民主郷に属する村・天里屯は、元は天理教の移民団が1934年に移民して築いた「天理村」という名前の開拓村で、当時は村が造った天理鉄道（通称「天理村鉄道」）という軽便鉄道が三棵樹駅（現在のハルビン東駅）から通っていた。満州開拓の成功例または異色例として当時の新聞にたびたび取り上げられており、この地域にいくつもあった日本人移民による開拓村の中では名が知られていた。現在も当時の建物や区画が流用されており、村の名前も当時の名前が残った形になっている。

## 行政区画
下部に23街道、4鎮を管轄：
- 街道弁事処：靖宇街道、太古街道、東萊街道、浜江街道、仁里街道、南市街道、崇倹街道、振江街道、東原街道、大興街道、勝利街道、南馬街道、民強街道、大有坊街道、南直路街道、化工街道、火車頭街道、新一街道、三棵樹大街街道、水泥路街道、太平大街街道、黎華街道、新楽街道
- 鎮：永源鎮、巨源鎮、団結鎮、民主鎮

## 教育

### 大学
- 黒竜江工程学院（中国語版）

## 交通

### 鉄道
- 中国国家鉄路集団
  - 中国鉄路ハルビン局集団公司
    - ハルビン東駅
- ハルビン地下鉄
  - ■1号線 哈東駅 - 樺樹街駅 - 交通学院駅 - 太平橋駅 -（哈南駅方面）
  - ■3号線

### 道路
- 高速道路
  -  ハルビン環状高速道路
  -  哈同高速道路
- 国道
  -  G221国道

## 健康・医療・衛生
- 黒龍江省医院
- 哈爾浜市道外区太平人民医院
- 哈爾浜市道外区中医医院
- 哈爾浜市道外区中西医結合医院
- 黒龍江省紅十字医院
- 黒龍江工程学院医院